# Antoine Kiakouama
Antoine Kiakouama, född 15 juli 1953, är en friidrottare från Kongo-Brazzaville. Han deltog vid olympiska sommarspelen 1980.